# Asthenolabus major
Asthenolabus major là một loài tò vò trong họ Ichneumonidae.